# Samuel di Évreux
Samuel di Évreux (fl. XIII secolo) è stato un rabbino e tosafista francese del XIII secolo.
Era fratello minore e studente di Mosè d'Évreux, autore del tosafot di Évreux.
Fu identificato da Gross con Samuel ben Shneor', i cui commenti al Nazir talmudico sono citati da Shlomo ben Aderet, e presentati come un'autorità è invocata da Jonah Gerondi.
Samuel diresse una scuola rabbinica a Château-Thierry, nella quale ebbe fra i suoi discepoli R. Ḥayyim (fratello di Asher ben Jehiel di Toledo), Rav Perez e Rav Isaac di Corbeil. Insieme a R. Perez quando era studente, ebbe un carteggio epistolare su argomenti scientifici con Jehiel di Parigi e con Nathaniel il Vecchio.
Il tosafot al Soṭah menziona le interpretazioni talmudiche di un fratello di Mosè di Évreux, identificato dagli studiosi con Samuel.